# Inneravan
Inneravan är en sjö i Piteå kommun i Norrbotten och ingår i Rokån-Jävreåns kustområde.